# Bernard II de Brunswick-Lunebourg
Pour les articles homonymes, voir Bernard II et Bernard III.
Bernard II (vers 1437 – 1464), est évêque de Hildesheim de 1452 à 1458 sous le nom de Bernard III, puis duc de Brunswick-Lunebourg et prince de Lunebourg de 1457 à sa mort.

## Biographie
Bernard est le fils aîné du duc Frédéric II de Brunswick-Lunebourg. Il s'oriente vers une carrière ecclésiastique, devenant coadjuteur de l'évêque de Hildesheim Magnus de Saxe-Lauenbourg (de), puis évêque lui-même à sa mort en 1452. Lorsque son père abdique, en 1457, il demande à Bernard d'abandonner son évêché pour lui succéder à la tête du Lunebourg aux côtés de son frère cadet Othon.
En 1463, Bernard épouse Mathilde de Schaumbourg (morte le 22 juillet 1468) fille de Otto II de Schaumbourg. Ils n'ont pas d'enfant.